# 格尔利茨县
格尔利茨县（德語：Landkreis Görlitz）是德国萨克森自由州的一个县，与包岑县、勃兰登堡州、波兰和捷克接壤，县治格尔利茨，总面积为2111.44平方千米，2023年12月31日总人口为245,867人。该县于2008年由格尔利茨、下西里西亚上劳西茨县和勒包-齐陶县合并而成。